# Rex Applegate
Rex Applegate (Yoncalla, 21 giugno 1914 – San Diego, 14 luglio 1998) è stato un militare statunitense.
Fu un ufficiale dell'esercito americano presso l'Office of Strategic Services, ove istruì le forze speciali alleate nel combattimento corpo a corpo, durante la seconda guerra mondiale. Raggiunse il grado di Colonnello.

## Biografia

### Infanzia e giovinezza
Nasce il 21 giugno 1914 a Yoncalla, in Oregon. Discendente di Charles Applegate, realizzatore della Oregon Trail e fondatore della Applegate Trail, inizia a cacciare in giovane età addestrato dallo zio Gus Peret, tiratore e cacciatore professionista. Nel 1940 si laurea in economia presso l'Università dell'Oregon, per entrare successivamente nell'esercito statunitense come Sottotenente. Prima di essere impiegato nel combattimento, entra nella 209th Military Police Company.

### Seconda guerra mondiale
Nel 1941 Applegate, per conto dell'esercito, sviluppa tecniche di combattimento, con e senza armi e viene chiamato da William Joseph Donovan per prestare un servizio presso l'OSS, specificatamente per la "The School for Spies and Assassins", dove ora si trova Camp David.  Donovan trova in Applegate l'istruttore ideale per il combattimento corpo a corpo. È inoltre coordinatore di diverse missioni clandestine che lo portano a conoscere altri combattenti di arti marziali del periodo, come David Sterling, un finlandese che uccise 21 sovietici con un coltello, nonché fondatore dello Special Air Service.
Durante la guerra serve come guardia del corpo a Franklin D. Roosevelt.

### Dopoguerra
Dopo la guerra, Applegate prestò servizio come consulente del Governo messicano per 15 anni. Per questo venne insignito dell'onorificenza di  "Generale Onorario".
Applegate fu sia amico e addestratore di tiro di John Wayne, che maestro d'armi per il set del film The Alamo e ispiratore di numerosi personaggi della serie di Ian Fleming, tra cui James Bond.
Quando non viaggiava per lavoro, viveva a Yoncalla. La figlia, Shannon Applegate, scrittrice, vive ancora nella casa di famiglia. La nipote, Jessica Applegate Brown, tiene viva la proprietà con la viticoltura.

## Metodi di combattimento

### Disarmato
Nel 1943 scrisse Kill or Get Killed, che è ancora considerato un manuale classico delle Scherma tradizionale. L'edizione del 1976 di Kill or Get Killed fu pubblicato dal corpo US Marine Corps come Fleet Marine Force Reference Publication 12-80. Dalla prefazione: 
e 
Applegate sviluppò le tecniche descritte nel suo libro, nel corso della collaborazione con William E. Fairbairn, che sviluppò le sue tecniche, dal 1907 al 1940, presso la Shanghai Municipal Police. Fairbairn si ispirò alle arti marziali cinesi, semplificate per le necessità delle forze di polizia della città tra le più critiche, a causa del commercio di oppio, come la rivolta dei Taiping, e l'attività della Triade. Il risultato fu il Defendu, ampiamente considerato il primo esempio di tecnica di combattimento moderno. La tecnica Applegate, basata sul Defendu, venne migliorata grazie all'esperienza degli uomini della OSS nel corso della seconda guerra mondiale.

### Con arma da fuoco
Applegate propose anche il combattimento con pistola delineato nel trattato, Kill or Get Killed , basato sul point shooting, com enfasi sul combattimento ravvicinato, fast-response shooting. Questo sistema, è simile a quello sviluppato da Jeff Cooper, chiamato modern technique of the pistol. Entrambi i sistemi hanno estimatori, con le varianti di quello Cooper, maggiormente usato. I supporter del metodo Cooper usano il sistema della International Practical Shooting Confederation, e altre forme di tiro dinamico, mentre i supporter del metodo Applegate puntano all'incidente di polizia, nel quale gli ufficiali istruiti con il metodo Cooper sparano diversi colpi a distanza ravvicinata (3 metri o meno) con pochi (se presenti) colpi mancati. Gli ultimi anni di vita Applegate li spese per promuovere il combat-pistol-shooting agli agenti. Applegate scrisse il libro The Close-Combat Files of Colonel Rex Applegate (con Chuck Melson), e fu membro fondatore della International Close Combat Instructors Association.

### Con arma bianca
Nei primi anni '80, Applegate progettò pugnale, chiamato coltello da combattimento Applegate–Fairbairn. Il nuovo progetto di Applegate-Fairbairn, nel corso della seconda guerra mondiale, eliminò le criticità del coltello F-S. La Böker offre diverse varianti del tipo A-F. Una linea di coltelli, prodotta da Gerber Legendary Blades, fu creata da Applegate e Bill Harsey, Jr. sul tipo Applegate-Fairbairn.
Sul finire degli anni '80 creò una versione del Fairbairn Smatchet, usato dal SAS e dall' OSS durante la guerra, e fu il risultato della collaborazione tra Applegate e Fairbairn. Applegate chiamò il pugnale da 10-pollice (25 cm)), "Applegate-Fairbairn Combat Smatchet". Venne inizialmente prodotto da Bill Harsey, Jr., poi da Wells Creek Gun e Knife Works, poi ancora da Al Mar Knives. Dopo la morte di Al Mar, fu la Böker a ottenere la licenza dalla produzione. Applegate successivamente consegna ad Harsey il progetto del "Mini-Smatchet" , con una lama da 4,75-pollice (12,1 cm),  prodotto da Böker. Applegate fu introdotto nella Blade Magazine Cutlery Hall of Fame  nel 1994 al Blade Show di Atlanta (Georgia) per l'impatto che ebbero le sue idee nell'industria dei coltelli e per le tecniche di combattimento.

## Opere
- Kill Or Get Killed: A Manual of Hand-to-Hand Fighting[17] (1943)
- Kill or get killed: riot control techniques, manhandling, and close combat[18] (1976)
- Scouting and patrolling: ground reconnaissance principles and training[19](1980)
- Riot control: material and techniques[20](1969)
- Combat Use of the Double-Edged Fighting Knife[21] (1993)
- The Close-Combat Files of Col. Rex Applegate (1998)[22]
- Bullseyes don't shoot back: the complete textbook of point shooting (1998) (con Michael Janich)